# Torban
Torban – ukraiński instrument muzyczny, w którym źródłem dźwięku są napięte struny szarpane palcami. Ma owalny, wypukły korpus rezonansowy, podobny do korpusu lutni, oraz szeroką, długą szyjkę zakończoną podwójną skrzynką kołkową. Ma trzy zestawy strun: melodyczne, rozciągnięte nad podstrunnicą, basowe (burdonowe), rozciągnięte obok szyjki, nieskracane, oraz 14–15 strun przebiegających nad prawą stroną płyty wierzchniej.
Torban przypomina bliskowschodni instrument, połączenie lutni i cytry, o nazwie mugni.